# Karel Buchta
Karel Buchta, född 20 oktober 1897 och död 21 februari 1959, var en tjeckoslovakisk längdskidåkare som tävlade under 1920-talet. Vid olympiska vinterspelen i Chamonix deltog han i militärpatrull och ingick i det tjeckoslovakiska laget som kom fyra.